# Теслина научна фондација Србија
Теслина научна фондација Србија (ТНФС) (енгл. Tesla Science Foundation Serbia – TSFS) је српски огранак истоимене америчке невладине и непрофитне организације из Филаделфије.

## О Фондацији
Теслина научна фондација је основана 10. јула 2004, на 148. рођендан Николе Тесле, у Цркви Светог Николе у Филаделфији, са наменом очувања и промоције лика и дела великог научника. На Божић 2010, на дан Теслине смрти, добила је садашњи назив, а убрзо је и званично регистровано представништво у Земуну Теслина научна фондација Србија. Њени основни циљеви су, осим промоције лика и дела Николе Тесле, проналазаштво, наука, креирање, трансфер и пласман нових технологија.
Теслина научна фондација и Теслина научна фондација Србија су покретачи и реализатори многих пројеката, истраживања и иницијатива, од којих су најзначајнији „Теслин народ” и Тесла клубови. Низ година, Фондација је почасни гост Фестивала науке у Филаделфији (енгл. Philadelphia Science Festival), који организује Институт „Френклин” (енгл. Franklin Institute).
Под претпоставком да Срба ван Србије има и више него у њој, Теслина научна фондација спроводи низ истраживања и анкета, којима жели да јасно дефинише узроке честих сеоба српског народа, настањивања од Канаде до Аустралије и асимилације, и дође до могућих решења. Разлоге за то Фондација налази у томе што су се Србима звали неки од највећих светских умова, попут: Руђера Бошковића, Михајла Пупина, Николе Тесле, Милеве Марић, Милутина Миланковића, и у томе што Срби имају славну историју, богату културу и поштовања вредну традицију, а ипак губе свој идентитет и бројност. На темељима тезе да се матица и дијаспора налазе на истом путу, Фондација подједнако истражује јавно мњење и у Србији и у њеном расејању.
Теслина научна фондација додељује седам врста награда и признања заслужним појединцима и оганизацијама. Међу добитницима су и амерички и други страни научници и уметници, а у списак лауреата је 2013. уписан и тадашњи председник Србије Томислав Николић, који је добио награду „У духу Тесле”. Сваке године, Фондација додељује почасне Теслине медаље припадницима Теслиног и других народа, као знак одавања захвалности на афирмацији српског генија и српског народа.

## Теслин народ
Током реализације пројекта „200 година Срба у Америци”, који је започет 28. јуна 2004. на предлог тадашњег председника Теслине научне фондације Марка Лопушине, руководство Фондације је инспирисано Теслиним научним алтруизмом одлучило да све своје активности обједини под називом „Теслин народ” (енгл. Tesla’s People). Прослава која је одржана на Видовдан 2004. требало је да подсети да је пре два века први регистровани Србин на тлу Америке, Ђорђе Шагић, дошао баш у Филаделфију. Припремање свечаности представљало је велики изазов за чланове Фондације и трајало је месецима. Обележавању „200 година Срба у Америци” присуствовало је преко седамсто људи, Срба и њихових пријатеља. Међу виђенијим посетиоцима били су: Милан Панић, Мајкл Ђорђевић, Хелен Делић Бентли, Дејвид Вујић, представници влада Републике Србије и Републике Српске, дипломатског кора, Српске православне цркве и разних српских организација у Америци. Предавања, изложбе и концерти су били бесплатно доступни свима.
У оквиру мултимедијалног подухвата „Теслин народ” је 2018. снимљен документарни филм идејног творца и првог продуцентa Николе Лончара, а у плану је и нови филм на трагу Теслине филозофије. Ипак, бројни су покушаји присвајања и злоупотребе имена „Теслин народ”, из Србије, Америке, Хрватске и других земаља, због чега је Фондација морала да га законски заштити.
Конференција „Матица и дијаспора на истом путу” (понегде и „на задатку”), у склопу мултимедијалног пројекта „Теслин народ”, као део серије годишњих конференција Теслине научне фондације, 2021. је имала за тему представљање истоименог истраживања, које је показало да седамдесет посто Срба у свету жели да инвестира у Србији, али да их у томе углавном спречавају „недефинисани закони и претерана бирократија”.

### Национални програм свих Срба света
Теслина научна фондација је покретач петиције за израду предлога Националног програма свих Срба света, којим би се дефинисали интереси, тј. одредили приоритети и понудила решења, за опстанак и развој српског народа, с обзиром на то да их велики број живи у иностранству и новонасталим државама бивше Југославије. Представници Фондације и потписници ове петиције речи-водиље виде у крилатици: „Само слога Србина спасава”, порукама владике Николаја Велимировића: „Дај боже, да се Срби сложе, обоже и умноже” и патријарха Павла: „Биће нам боље кад ми будемо бољи”. Да би тако било, потребно је да сви припадници српског народа буду равноправни, односно да имају иста права и обавезе, и да се политичка воља власти у Србији усмери на коришћење интелектуалних и других потенцијала Срба широм света. У том циљу треба се угледати на Ирску и Ирце, сматра председник Фондације Никола Лончар.

## Тесла клубови
Пошто је примећено да је у силабусима америчких школа Тесла недовољно заступљен, Теслина научна фондација је дошла на идеју да то промени оснивајући Тесла клубове (енгл. Nikola Tesla Club) и Тесла научне клубове (енгл. Nikola Tesla Inventors Club) остваривањем сарадње између Фондације и наставног кадра и ученика.
Мисија коју Фондација спроводи кроз Тесла клубове огледа се у унапређењу начина размишљања, развоју критичког мишљења и интелигенције код деце. То се постиже помоћу интерактивног едукативног програма заснованог на Теслином животу и наслеђу, који ће се пласирати и надограђивати преко међународне платформе NikolaTeslaClubs.com, чиме ће се обезбедити боље разумевање Теслиних идеја, изума и приступа животу.
Оснивањем Тесла клубова у Америци је постигнут изузетан успех, у форми додатног образовања деце која су склона науци и уметности, те се је почело са применом истог модела и у основним и средњим школама у Србији у партнерству са Теслином научном фондацијом Србија. Циљ је да се сви ови клубови умреже посредством NikolaTeslaClubs.com потпуно бесплатно и да заједно са америчким учествују у трансферу знања и поспешивању иновативности као тачке ослонца друштвеног развоја. Најважнији партнери Фондације у развоју Тесла клубова су „Tacony Academy Charter School”, део „American Paradigm Schools”, и Институт „Френклин” из Филаделфије.
Део ове иницијативе је и пројекат „Путевима Тесле” (енгл. Tesla Ways), замишљен као софтверски гео-водич кроз Теслин животопис. О томе су у припреми и монографија и документарни филм.
Поред видео-платформе „TeslaTalk.TV”, која емитује вебинаре и друге видео-материјале о Тесли, Теслином народу и Теслиној научној фондацији, српско-амерички тим експерата ради на платформи за оснивање Тесла клубова.
- Оснивач и актуелни председник Теслине научне фондације Никола Лончар
- Биста Николе Тесле у Српској културној башти у Кливленду, коју је донирала Теслина научна фондација
- Слика Татјане Басове „Свети Тесла”

## Млади Фондације
Подмладак Фондације такође је веома активан и све се више укључује у главне пројекте, што је и план руководства за будућност. Тако је, 22. априла 2021, на годишњицу пробоја концентрационог логора Јасеновац, одржана онлајн-конференција „Јасеновац и наша култура сећања”, на којој су могла да се чују мишљења нових генерација о великом злочину над српским народом од стране усташа.

## Канонизација Николе Тесле
На Божић 2021, председник и Управни одбор Теслине научне фондације упутили су предлог поткрепљен петицијом Светом архијерејском синоду Српске православне цркве да размотри канонизацију Николе Тесле и проглашавање 10. јула, Теслиног рођендана, верским празником. У интервјуу чикашком листу „Огледало” маја 2021, Никола Лончар је овај потез образложио речима: „За мене је светао онај ко помаже свима и жели да сви боље живе, а за себе не тражи ништа, чак ни помен. Тесла је дао човечанству само добро и није никог одвајао… Он је светац свих народа света, потекао из српског”.
Надахнута тиме, руска уметница Татјана Басова насликала је дело „Свети Тесла”.